# Raphaël Nuzzolo
Raphaël Nuzzolo (* 5. Juli 1983 in Biel/Bienne) ist ein ehemaliger Schweizer Fussballspieler.

## Karriere

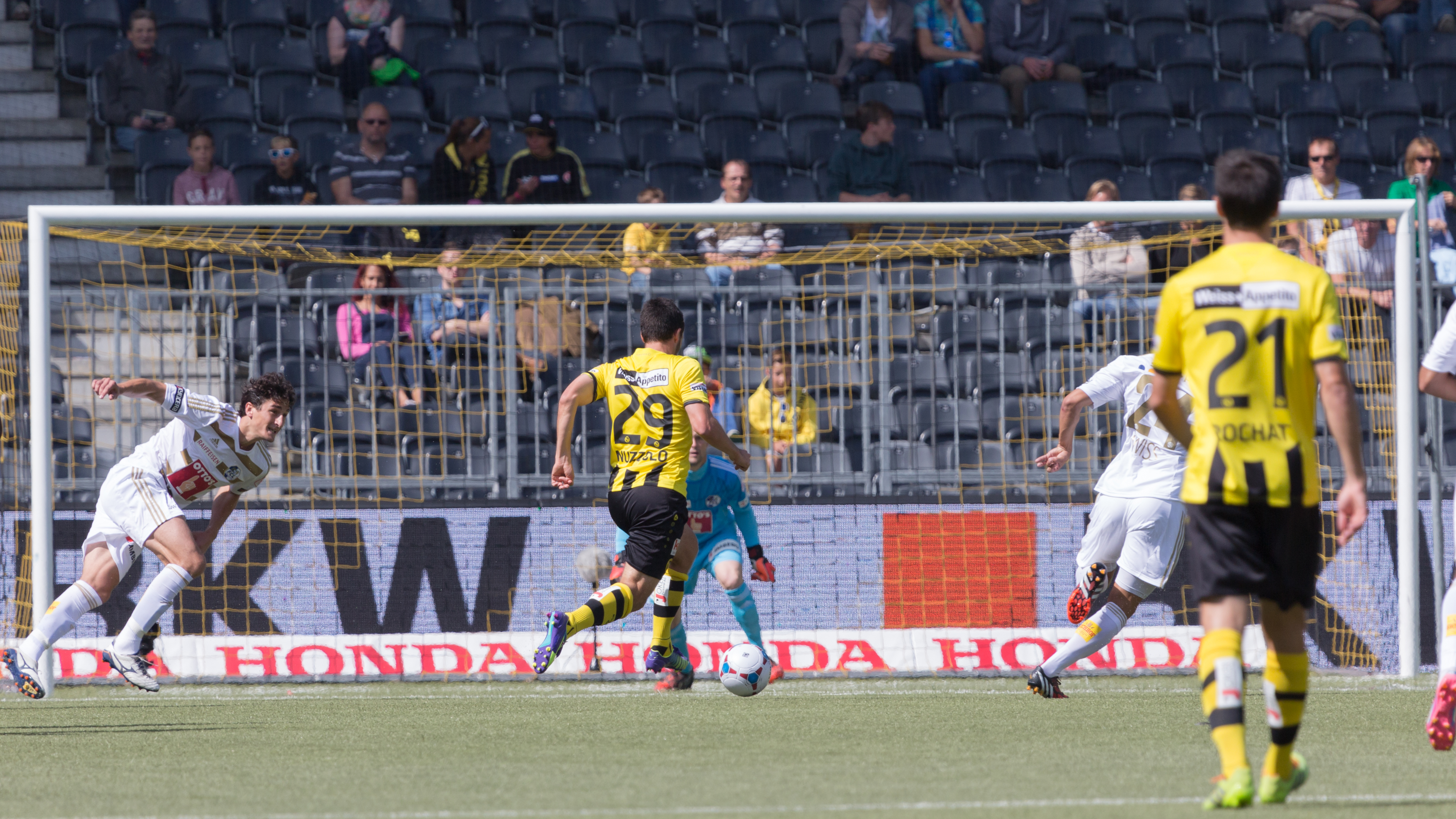
Nuzzolo in einem Spiel gegen den FC Luzern

Nuzzolo spielte in seiner Jugend neun Jahre beim FC Biel-Bienne. Nach zwei Spielzeiten im Profiteam des FC Biel-Bienne wechselte er 2001 zu Neuchâtel Xamax.
2006, als Miroslav Blažević der Trainer von Neuchâtel Xamax war, sagte er, Nuzzolo habe eine Zukunft in der Schweizer Nationalmannschaft. Am 19. Februar 2006 schoss er sein erstes Tor beim 2:2 gegen den Grasshopper Club Zürich.
Während der Saison 2008/09 wurde Nuzzolo von Trainer Néstor Clausen vom Stürmer zum Mittelfeldspieler umfunktioniert. In der Saison 2009/10, als Neuchâtel Xamax einen guten Start in die Saison hatte, absolvierte er jedes mögliche Spiel und wurde in den Jahren zu einer festen Grösse bei Xamax. Unter anderem bekleidete er zuletzt das Amt des Captains.
Zur Saison 2011/12 wechselte er zum BSC Young Boys und unterschrieb einen Vierjahresvertrag. Im Sommer 2016 vermeldete Neuchâtel Xamax den Zuzug, respektive die Rückkehr des Mittelfeldspielers. Im Mai 2023 kündigte Nuzzolo das Ende seiner Karriere auf das Ende der Saison 2022/23 an.

## Erfolge
Neuchâtel Xamax
- Torschützenkönig der Challenge League: 2017/18 (26 Tore)